# Хам (Айфель)
Хам (нем. Hamm) — община в Германии, в земле Рейнланд-Пфальц.
Входит в состав района Айфель-Битбург-Прюм. Подчиняется управлению Битбург-Ланд. Население составляет 32 человека (на 31 декабря 2010 года). Занимает площадь 1,73 км².